# مارک فرناندز (بازیکن فوتبال)
مارک فرناندز (انگلیسی: Marc Fernández؛ زادهٔ ۲۴ آوریل ۱۹۹۰) بازیکن فوتبال اهل اسپانیا است.
از باشگاه‌هایی که او در آن بازی کرده‌، می‌توان به باشگاه ورزشی رئال مایورکا، باشگاه ورزشی اروپا، باشگاه فوتبال سابادل، باشگاه فوتبال بنی سخنین و باشگاه فوتبال بارسلونا اشاره کرد.